# Thiên hà lùn

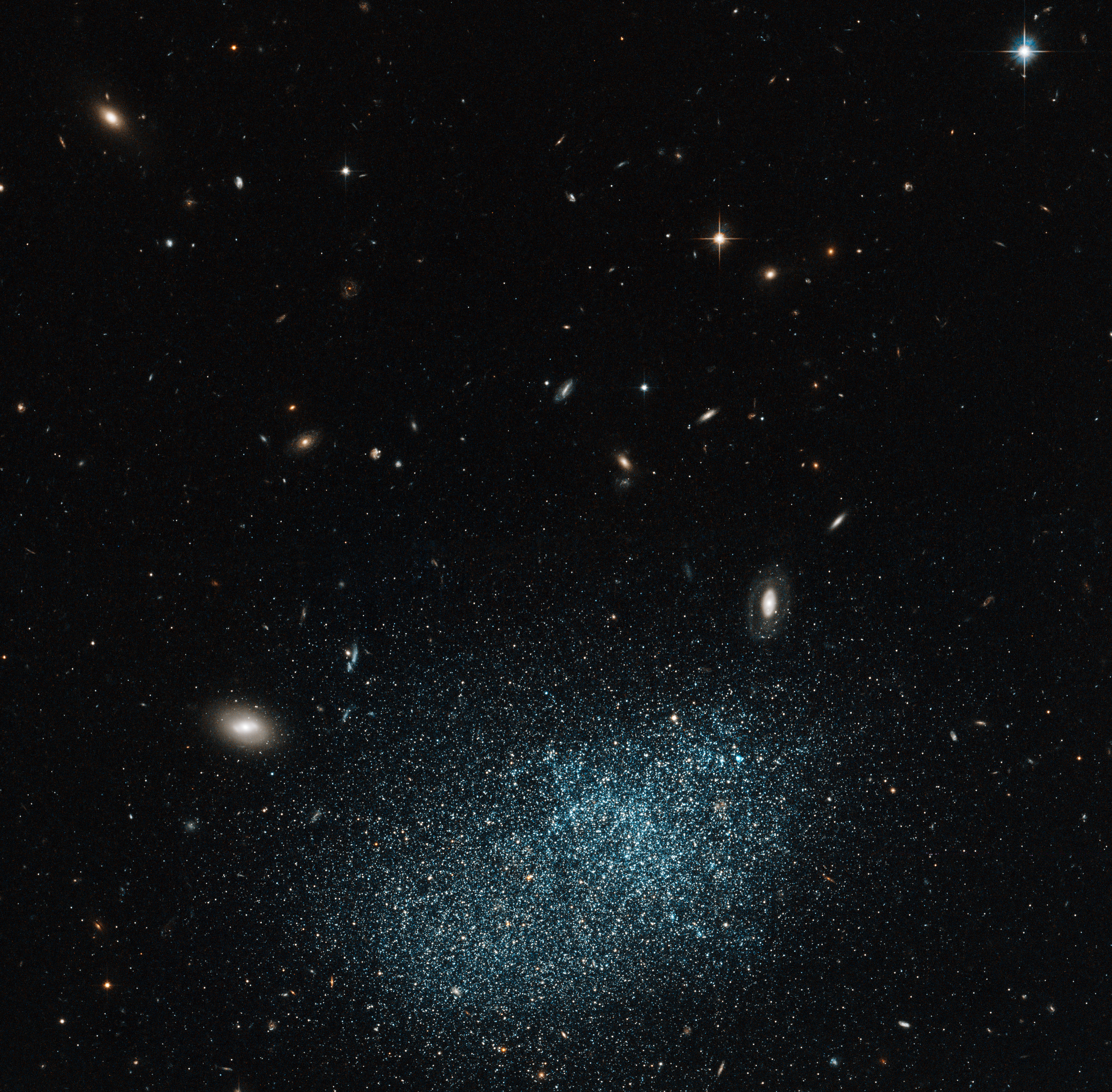
UGC 9128 là một thiên hà lùn vô định hình, có chứa khoảng 100 triệu ngôi sao.

Thiên hà lùn là một thiên hà nhỏ bao gồm vài tỷ ngôi sao, một số lượng nhỏ so với 200-400 tỉ sao của dải Ngân Hà. Đám mây Magellan Lớn, có trên 30 tỷ ngôi sao, đôi khi được phân loại như là một thiên hà lùn trong khi những người khác xem nó là một thiên hà chính thức quay quanh Ngân Hà.

## Sự hình thành các thiên hà lùn
Các giả thiết hiện nay cho rằng hầu hết các thiên hà, bao gồm cả các thiên hà lùn, hình thành kết hợp với vật chất tối hoặc trong bụi khí chứa kim loại. Tuy nhiên, NASA Galaxy Evolution Explorer xác định các thiên hà lùn mới hình thành trong khí thiếu kim loại. Các thiên hà này nằm trong vành đai Leo, một đám mây hydro và heli quanh hai thiên hà lớn trong chòm sao Leo.

## Thiên hà lùn địa phương
Có nhiều thiên hà lùn trong Nhóm Địa phương: các thiên hà nhỏ này thường quay quanh thiên hà lớn hơn, như Ngân hà, thiên hà Andromeda và thiên hà Tam Giác. Một bài báo năm 2007  đã cho rằng nhiều thiên hà lùn đã được tạo ra bởi các lực triều trong quá trình tiến hóa ban đầu của dải Ngân hà và thiên hà Andromeda. Thiên hà lực triều lùn được tạo ra khi các thiên hà va chạm và khối lượng hấp dẫn của chúng tương tác. Dòng vật chất thiên hà bị kéo ra khỏi thiên hà mẹ và các quầng vật chất tối bao quanh chúng.
Dải Ngân hà có 14 thiên hà lùn quay quanh nó được biết đến, và quan sát gần đây  cũng khiến các nhà thiên văn tin rằng cụm sao cầu lớn nhất trong dải Ngân Hà, Omega Centauri, trong thực tế, là lõi của một thiên hà lùn với lỗ đen ở trung tâm, bị Dải Ngân Hà hấp thụ tại một thời điểm nào đó.

## Các hình thái phổ biến

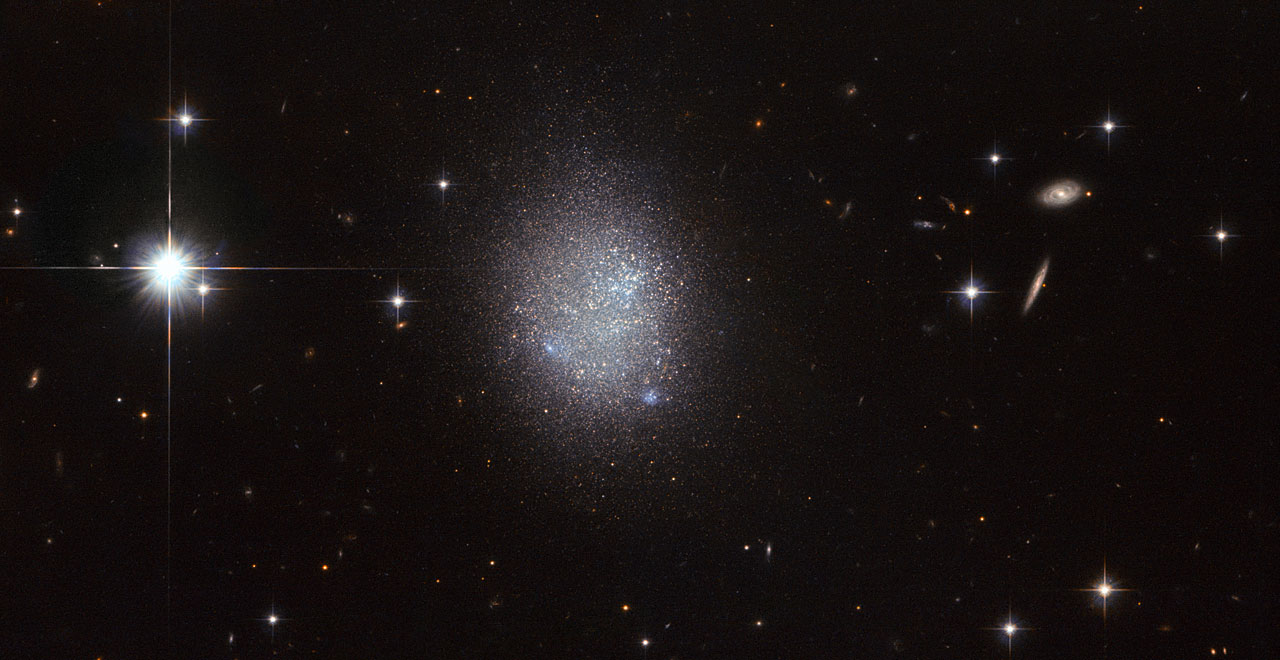
UGC 11411 là một thiên hà lùn đặc xanh vô định hình.

Thiên hà lùn có nhiều hình thái khác nhau:
- Thiên hà elip: thiên hà elip lùn (tiếng Anh: dE) và loại hình phụ thiên hà lùn hình cầu (dSph)
- Thiên hà vô định hình: thiên hà lùn vô định hình (dI)
- Thiên hà xoắn ốc: Thiên hà lùn xoắn ốc (tiếng Anh: dS) [6]
- Thiên hà lùn đặc xanh
- Thiên hà lùn siêu đặc (xem mục bên dưới)

## Thiên hà Hobbit
Trong khái niệm gần đây, thiên hà Hobbit được dùng để chỉ các thiên hà nhỏ và tối hơn thiên hà lùn.

## Thiên hà lùn siêu đặc
Thiên hà lùn siêu đặc (tiếng Anh: UCD) là các thiên hà nhỏ với số sao rất lớn. Chúng được cho là có đường kính 200 năm ánh sáng, với một trăm triệu ngôi sao. Giả thuyết cho rằng đó là lõi của các thiên hà eplip hạt nhân lùn, đã bị tước đi bụi khí và các ngôi sao nằm ngoài rìa bằng cách tương tác triều, đi xuyên qua tâm của cụm sao lớn.  UCD được tìm thấy trong cụm Xử Nữ, cụm Thiên Lô, Abel 1689, cụm Coma, và các cụm khác.

## Danh sách một phần các thiên hà lùn
- Thiên hà lùn Bảo Bình
- Thiên hà lùn Đại Khuyển
- I Zwicky 18
- Thiên hà vô định hình IC 10
- Đám mây Magellan lớn
- NGC 1569
- NGC 1705
- Thiên hà lùn vô định hình Phi Mã
- Thiên hà lùn Phượng Hoàng
- Thiên hà lùn elip Nhân Mã
- Thiên hà lùn vô định hình Nhân Mã
- Thiên hà lùn Ngọc Phu
- Thiên hà lùn vô định hình Ngọc Phu
- Sextan A
- Thiên hà lùn Sextan
- Đám mây Magellan nhỏ
- Thiên hà lùn Đỗ Quyên
- Thiên hà lùn Tiểu Hùng
- Willman 1
- Thiên hà lùn Thuyền Để
- Thiên hà lùn Thiên Long
- Thiên hà lùn Thiên Lô
- Leo II (thiên hà lùn)
- M60-UCD1